# Sultanato de Bijapur
O Sultanato de Bijapur foi um dos cinco sultanatos do Decão, na Índia. Estes cinco reinos muçulmanos — Bijapur, Golconda, Amadanagar, Bidar e Ajuda — que ocupavam o planalto do Decão tornaram-se independentes em resultado da cisão do Sultanato de Bamani. Bijapur, inicialmente uma província do Sultanato de Bamani declarou a independência em 1490, sendo o seu fundador Iúçufe Adil Xá, chamado Hidalcão pelos portugueses. Em 1510, Bijapur repeliu a invasão portuguesa da cidade de Goa, que acabaria por perder para os portugueses após nova investida liderada por Afonso de Albuquerque no mesmo ano. Embora geralmente rivais, os sultanatos aliaram-se em 1565 contra o reino hindu de Vijayanagar (nomeado então pelos portugueses Reino de Bisnaga, com o qual mantinham relações amistosas), enfraquecendo-o permanentemente  na Batalha de Talicota. Em 1619, Bijapur anexou Bidar. Os sultanatos foram posteriormente conquistados pelo Império Mogol, com Bijapur conquistado por Aurangzeb na campanha de 1686-7.

## Sultanato de Bijapur: Adil Xai
O Sultanato de Bijapur, localizado no sudoeste da Índia, foi fundado e governado pela dinastia Adil Xai entre 1490 e 1686. Os Adil Xais eram originalmente governadores provinciais do Sultanato de Bamani, mas com a dissolução do estado Bamani após 1518, Ismail Adil Xá, o Hidalcão, criou o sultanato independente.
Ismail Adil Shah e os seus sucessores embelezaram a capital em Bijapur com numerosos monumentos.
Os Adil Xais combateram os outros sultanatos e o reino hindu de Vijayanagar, que ocupava o sul do rio Tungabadra. Em 1565 os sultanatos combinaram forças para derrotar Vijayanagar, na batalha decisiva de Talinkota após o qual o império ruiu. Bijapur tomou o controle da Raichur Doab de Vijayanagar. Em 1619, os Adil Xais conquistaram o sultanato vizinho de Bidar, que foi incorporado no seu reino. No século XVII, os Maratas revoltaram-se com êxito sob a liderança de Shivaji e capturaram grandes partes do Sultanato excepto Bijapur. O Sultanato enfraquecido foi conquistado por Aurangzeb em 1686, com a queda de Bijapur trazendo o fim da dinastia.

### Governantes de Bijapur
1. Iúçufe Adil Xá ou Adil Cã, chamado Hidalcão pelos portugueses 1490—1510
2. Ismail Adil Xá 1510—1534
3. Malu Adil Xá 1534—1535
4. Ibraim Adil Xá I 1535—1558
5. Ali Adil Xá I 1558—1580
6. Ibraim Adil Xá II 1580—1627
7. Maomé Adil Xá 1627—1656
8. Ali Adil Xá II 1656—1672
9. Sicandar Adil Xá 1672—1686.[1]